# Åbacka
Åbacka är en by vid Storjuktan i Sorsele kommun. Det första nybygget insynades 27 januari 1830 av samen Olof Nilsson.